# Emerald Towers
Emerald Towers es un proyecto que consta de tres torres de oficinas de 54, 43 y 37 pisos en Nur-sultán, Kazajistán. La torre central de 54 pisos será el edificio más alto de Kazajistán alcanzando una altura de 210 m.